# Vetenskapsåret 1795

## Händelser
- Pierre-Simon Laplace publicerar Exposition du Systeme du Monde, ett arbete om astronomi.
- Georges Cuvier identifierar ett fossil funnet i Nederländerna 1770 som en utdöd reptil.
- Pehr von Afzelius och Anders Gustaf Ekeberg föreslår det svenska namnet väte på gasen som Antoine Lavoisier 1784 gav namnet hydrogene.

## Pristagare
- Copleymedaljen: Jesse Ramsden, brittisk instrumentmakare

## Födda
- 25 oktober - Karl Wilhelm Ideler (död 1860), tysk psykiater.
- 8 december - Peter Andreas Hansen (död 1874), dansk astronom.

## Avlidna
- 21 mars - Giovanni Arduino (född 1714), italiensk geolog.
- 24 juni - William Smellie (född 1740), skotsk biolog.
- Marie Marguerite Bihéron (född 1719), fransk anatomiker.